# Phthirusa pyrifolia
Phthirusa pyrifolia é uma espécie de planta subtropical da família Loranthaceae. Ela cresce nas florestas do México até à América Central, Peru, Bolívia e Brasil. Dá fores e frutas o ano todo; as suas pequenas bagas variam em cor de laranja a vermelho escuro quando maduras.
Phthirusa pyrifolia é usada medicinalmente por pessoas em partes da Amazónia peruana.